# TPV Tampere
El Tampereen Pallo-Veikot, conocido como TPV, es un equipo de fútbol de Finlandia que juega en la Tercera División de Finlandia, la tercera liga de fútbol más importante del país.
Fue fundado en el año 1930 en la ciudad de Tampere como un equipo multideportivo de la clase trabajadora, ya que ha tenido representación en bandy, boxeo y hockey sobre hielo. Antes de 1950, el equipo no formaba parte del sistema de competición de la Federación de Fútbol de Finlandia, sino que jugaba en la Federación Deportiva de los Trabajadores, de donde fueron campeones en 6 ocasiones.
Ha jugado en la Primera División de Finlandia en apenas 5 ocasiones, pero fue campeón en 1 de ellas, aunque al año siguiente descendiera de categoría. Nunca ha ganado el torneo de Copa ni la Copa de Liga.
A nivel internacional ha participado en 1 torneo continental, en la Copa UEFA de 1995/96, en la que fue eliminado en la Ronda Preliminar por el Viking FK de Noruega.
En julio de 1998, el primer equipo se fusionó con el FC Ilves, otro equipo de la ciudad de Tampere para crear al Tampere United, que juega en la Primera División de Finlandia, pero el equipo todavía continúa existiendo en la Tercera División de Finlandia.

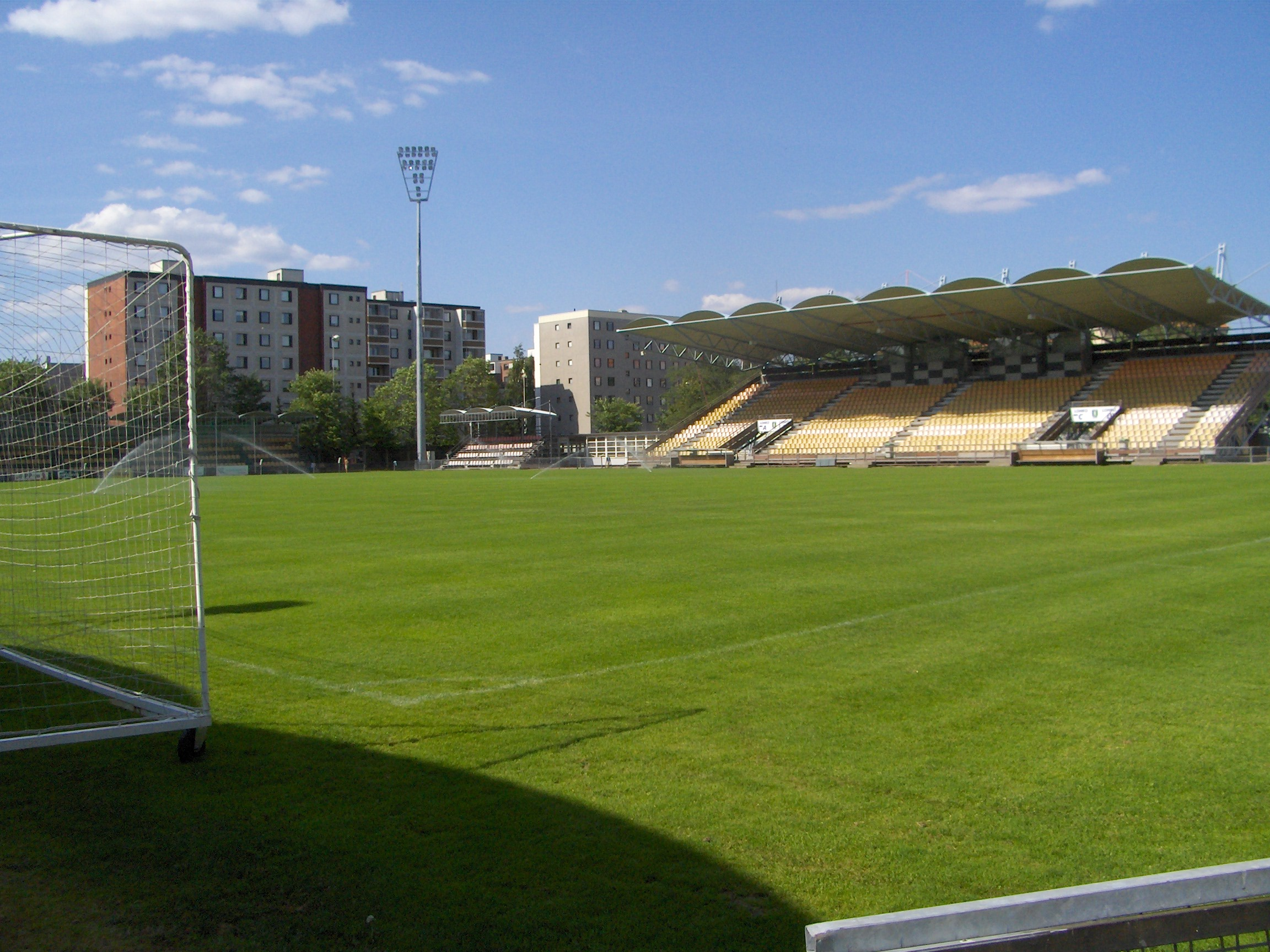
Tammela Stadion, sede del TPV Tampere

## Palmarés
- Primera División de Finlandia: 1

1994
- Segunda División de Finlandia: 4

1968, 1969, 1970, 1992
- Tercera División de Finlandia: 4

1985, 1991, 2002, 2006

## Participación en competiciones de la UEFA
- Copa UEFA: 1 aparición

1996 - Ronda Preliminar